# Celebi (Pokémon)
Pour l’article homonyme, voir Çelebi.
Celebi est un Pokémon fabuleux de type Plante/Psy apparu pour la première fois dans la deuxième génération de jeux Pokémon (Pokémon Or et Argent). Il est la mascotte du film Pokémon : Celebi, la voix de la forêt paru en 2001.

## Création

### Conception graphique
Celebi mesure environ cinquante centimètres de haut, et lévite en permanence au-dessus du sol. Sa peau est vert pâle, et son crâne pointu entouré d'une auréole blanche incomplète dont les deux extrémités se terminent en pointe. 

### Étymologie
D’après le site Poképédia, voici l’étymologique du nom de Celebi:
Français, anglais, allemand, japonais, coréen : セレビィ (et 세레비) Celebi vient de céleste, de bee(abeille, en anglais), de baby(bébé, en anglais), de being (un être, en anglais) et de 美 bi(beauté, en japonais). Celebi vient aussi de la divinité phrygienne Cybèle, représentant la nature et évoque également du nom d'un voyageur ottoman : Evliya Çelebi.

## Description
Les origines de Celebi sont inconnues. On sait seulement de lui qu'il a le pouvoir de visiter le passé et l'avenir, mais il s'est fixé une règle d'or : ne jamais révéler ce qu'il a vu dans le futur. 

## Apparitions

### Jeux vidéo
Celebi apparaît dans série de jeux vidéo Pokémon. D'abord en japonais, puis traduits en plusieurs autres langues, ces jeux ont été vendus à plus de 200 millions d'exemplaires à travers le monde.

### Série télévisée et films
La série télévisée Pokémon ainsi que les films sont des aventures séparées de la plupart des autres versions de Pokémon et mettent en scène Sacha en tant que personnage principal. Sacha et ses compagnons voyagent à travers le monde Pokémon en combattant d'autres dresseurs Pokémon.

## Réception
Celebi apparaît en silhouette sur un lot de Game Boy Advance en édition limitée, sortie en 2001 exclusivement au Japon